# Didier Domi
Pour les articles homonymes, voir Domi.
Didier Domi, né le 2 mai 1978 à Sarcelles (Val-d'Oise), est un footballeur français. Il joue au poste de défenseur gauche.

## Biographie

### Paris SG (1991-1999)
D'ascendance martiniquaise, Didier Domi commence à jouer au football à Pierrefitte-sur-Seine puis à Fontenay-en-Parisis avant d'intégrer le Sport-Étude de Saint-Germain-en-Laye et enfin le centre de formation du Paris Saint-Germain en 1991.
Didier Domi est pendant 18 ans le plus jeune joueur à être rentré en jeu lors d'un match professionnel pour le Paris Saint-Germain. Il est dépassé par Kingsley Coman le 17 février 2013, celui-ci joue son premier match à 16 ans 8 mois et 4 jours.
Didier Domi est le plus jeune joueur a avoir ete titulaire au PSG pendant une finale de Coupe d'Europe (19 ans et 12 jours ) face au FC Barcelone en finale de Coupe des Coupes 1997.

### Newcastle (1999-2001)
Dans le nord de l’Angleterre, Domi s’impose sans difficulté. Il dispute la finale de la Cup, face à Manchester United. La saison suivante, il s’impose outre-manche, inscrivant même trois buts en Premier League. 
Toutefois, début 2001, Luis Fernandez, de retour au Paris Saint-Germain, cherche un arrière gauche. Pour une somme équivalente à celle contre laquelle il est vendu deux ans plus tôt, Domi revient au PSG, dans son club formateur et sous les ordres de son premier coach.

### Retour au PSG (2001-2004)

#### Prêt à Leeds United (2003-2004)
Domi décide donc de tenter à nouveau sa chance en Angleterre : il part en prêt à Leeds United, rejoindre une colonie francophone — Zoumana Camara, Cyril Chapuis, Salomon Olembe, Lamine Sakho. Hors de forme, il ne joue pas durant la première partie de saison, et Leeds tente de mettre fin à son prêt. Domi refuse et joue à partir de février 2004. Ses prestations s’avèrent convaincantes, il ne peut toutefois pas empêcher la relégation de son club et l’option d’achat n’est pas levée.

### Olympiakos (2006-2010)
Didier Domi quitte l’Espanyol Barcelone, à un an de la fin de son bail, afin de rejoindre son troisième championnat hors-France. Il y rejoue la Ligue des champions à laquelle il n'a pas gouté depuis six saisons et évolue avec Rivaldo entre autres.
Domi passe quatre saisons à Athènes. Et bien qu'il ne réussisse pas à enchaîner les rencontres, Domi est champion de Grèce à trois reprises (2007, 2008 et 2009) et remporte deux fois la Coupe (2008 et 2009). Faute de temps de jeu, le défenseur résilie son contrat avec le club grec en novembre 2010,.

### Une «pige» aux États-Unis et reconversion (depuis 2011)
En janvier 2011, Domi signe un contrat avec une équipe participant au championnat américain, la Revolution de la Nouvelle-Angleterre,. Il est libéré de son contrat en juillet, touché par des blessures qui le poussent à prendre sa retraite sportive.
Didier Domi s'installe au Qatar à la fin de sa carrière. Il reçoit un appel de la chaîne de télévision Al Jazeera, pour qui il devient consultant,.

## Statistiques
Ce tableau présente les statistiques de Didier Domi,.
| Saison                | Club                   | Championnat           | Championnat | Championnat | Coupe nationale | Coupe nationale | Coupe de la Ligue | Coupe de la Ligue | Supercoupe | Supercoupe | Compétition(s) continentale(s) | Compétition(s) continentale(s) | Compétition(s) continentale(s) | Supercoupe UEFA | Supercoupe UEFA | Total | Total |
| Saison                | Club                   | Division              | M.          | B.          | M.              | B.              | M.                | B.                | M.         | B.         | Comp.                          | M.                             | B.                             | M.              | B.              | M.    | B.    |
| 1994-1995             | Paris Saint-Germain    | D1                    | -           | -           | -               | -               | 1                 | 0                 | -          | -          | -                              | -                              | -                              | -               | -               | 1     | 0     |
| 1995-1996             | Paris Saint-Germain    | D1                    | 1           | 0           | -               | -               | 1                 | 0                 | -          | -          | -                              | -                              | -                              | -               | -               | 2     | 0     |
| 1996-1997             | Paris Saint-Germain    | D1                    | 12          | 0           | 2               | 0               | 1                 | 0                 | -          | -          | C2                             | 5                              | 0                              | 2               | 0               | 22    | 0     |
| 1997-1998             | Paris Saint-Germain    | D1                    | 27          | 0           | 4               | 0               | 4                 | 0                 | -          | -          | C1                             | 5                              | 0                              | -               | -               | 40    | 0     |
| 1998                  | Paris Saint-Germain    | D1                    | 8           | 0           | -               | -               | -                 | -                 | 1          | 0          | C2                             | 1                              | 0                              | -               | -               | 10    | 0     |
| Sous-total            | Sous-total             | Sous-total            | 48          | 0           | 6               | 0               | 7                 | 0                 | 1          | 0          | -                              | 11                             | 0                              | 2               | 0               | 75    | 0     |
| 1998-1999             | Newcastle United       | PL                    | 14          | 0           | 3               | 0               | 1                 | 0                 | -          | -          | -                              | -                              | -                              | -               | -               | 18    | 0     |
| 1999-2000             | Newcastle United       | PL                    | 27          | 3           | 3               | 1               | 2                 | 0                 | -          | -          | C3                             | 4                              | 0                              | -               | -               | 36    | 4     |
| 2000-2001             | Newcastle United       | PL                    | 14          | 0           | 1               | 0               | 1                 | 0                 | -          | -          | -                              | -                              | -                              | -               | -               | 16    | 0     |
| Sous-total            | Sous-total             | Sous-total            | 55          | 3           | 7               | 1               | 4                 | 0                 | 0          | 0          | -                              | 4                              | 0                              | 0               | 0               | 70    | 4     |
| 2001                  | Paris Saint-Germain    | D1                    | 8           | 0           | 1               | 0               | -                 | -                 | -          | -          | C1                             | 2                              | 0                              | -               | -               | 11    | 0     |
| 2001-2002             | Paris Saint-Germain    | D1                    | 10          | 0           | 2               | 0               | 3                 | 1                 | -          | -          | C3                             | 5                              | 0                              | -               | -               | 20    | 1     |
| 2002-2003             | Paris Saint-Germain    | Ligue 1               | 9           | 0           | -               | -               | -                 | -                 | -          | -          | C3                             | 1                              | 0                              | -               | -               | 10    | 0     |
| Sous-total            | Sous-total             | Sous-total            | 27          | 0           | 3               | 0               | 3                 | 1                 | 0          | 0          | -                              | 7                              | 0                              | 0               | 0               | 40    | 1     |
| 2003-2004             | Leeds United (prêt)    | PL                    | 12          | 0           | 1               | 0               | 1                 | 0                 | -          | -          | -                              | -                              | -                              | -               | -               | 14    | 0     |
| 2004-2005             | Espanyol de Barcelone  | Liga                  | 5           | 0           | -               | -               | -                 | -                 | -          | -          | -                              | -                              | -                              | -               | -               | 5     | 0     |
| 2005-2006             | Espanyol de Barcelone  | Liga                  | 17          | 0           | 4               | 0               | -                 | -                 | -          | -          | C3                             | 4                              | 0                              | -               | -               | 25    | 0     |
| Sous-total            | Sous-total             | Sous-total            | 22          | 0           | 4               | 0               | 0                 | 0                 | 0          | 0          | -                              | 4                              | 0                              | 0               | 0               | 30    | 0     |
| 2006-2007             | Olympiakos FC          | Superleague           | 18          | 0           | -               | -               | -                 | -                 | -          | -          | C1                             | 3                              | 0                              | -               | -               | 21    | 0     |
| 2007-2008             | Olympiakos FC          | Superleague           | 3           | 0           | -               | -               | -                 | -                 | -          | -          | C1                             | 2                              | 0                              | -               | -               | 5     | 0     |
| 2008-2009             | Olympiakos FC          | Superleague           | 16          | 0           | 2               | 0               | -                 | -                 | -          | -          | C1+C3                          | 7                              | 0                              | -               | -               | 25    | 0     |
| 2009-2010             | Olympiakos FC          | Superleague           | 9           | 1           | -               | -               | -                 | -                 | -          | -          | C1                             | 2                              | 0                              | -               | -               | 11    | 1     |
| 2010                  | Olympiakos FC          | Superleague           | -           | -           | -               | -               | -                 | -                 | -          | -          | -                              | -                              | -                              | -               | -               | 0     | 0     |
| Sous-total            | Sous-total             | Sous-total            | 46          | 1           | 2               | 0               | 0                 | 0                 | 0          | 0          | -                              | 14                             | 0                              | 0               | 0               | 62    | 1     |
| 2011                  | New England Revolution | MLS                   | 9           | 0           | 1               | 0               | -                 | -                 | -          | -          | -                              | -                              | -                              | -               | -               | 10    | 0     |
| Total sur la carrière | Total sur la carrière  | Total sur la carrière | 219         | 4           | 24              | 1               | 15                | 1                 | 1          | 0          | -                              | 41                             | 0                              | 2               | 0               | 302   | 6     |

## Palmarès
France U18
- Champion d'Europe U18 en 1996

 France espoirs
- Vainqueur du Tournoi de Toulon en 1997[1]

 Paris SG
- Vainqueur de la Coupe de France en 1998
- Vainqueur de la Coupe de la Ligue en 1998
- Vainqueur du Trophée des champions en 1998
- Vainqueur de la Coupe Intertoto en 2001[1]
- Finaliste de la Supercoupe d'Europe en 1996
- Finaliste de la Coupe des coupes en 1997

 Newcastle United
- Finaliste de la Coupe d'Angleterre en 1999

 Espanyol de Barcelone
- Vainqueur de la Coupe d'Espagne en 2006

 Olympiakos
- Champion de Grèce en 2007, 2008 et 2009
- Vainqueur de la Coupe de Grèce en 2008 et 2009
- Vainqueur de la Supercoupe de Grèce en 2007[1]